# ماركوس ماريك
ماركوس ماريك (بالإنجليزية: Marcus Marek)‏ هو لاعب كرة قدم أمريكية أمريكي، ولد في 8 يناير 1961.

## وصلات خارجية
- ماركوس ماريك على موقع JustSportsStats.com (الإنجليزية)
- ماركوس ماريك على موقع كلية كرة القدم في سبورتس رفرنس.كوم (الإنجليزية)